# Slavičky
Slavičky település Csehországban, a Třebíči járásban. Slavičky Vladislav, Kožichovice, Dolní Vilémovice és Klučov településekkel határos. Lakosainak száma 296 fő (2024. január 1.).

## Népesség
A település lakosságának változását az alábbi diagram mutatja:
| Lakosok száma | 427  | 428  | 546  | 358  | 249  | 225  | 267  | 271  | 290  | 296  |
|               | 1869 | 1890 | 1921 | 1950 | 1980 | 2001 | 2017 | 2019 | 2022 | 2024 |